# Onalaska, Texas
Onalaska là một thành phố thuộc quận Polk, tiểu bang Texas, Hoa Kỳ. Năm 2010, dân số của xã này là 1764 người.

## Dân số
- Dân số năm 2000: 1174 người.
- Dân số năm 2010: 1764 người.